# Wolf Hart
Wolfgang Gustaf Adalbert Hart (* 13. Juni 1911 in Meiningen, Deutsches Reich; † 5. Juli 2002 in Fischbachau) war ein deutscher Kameramann, Drehbuchautor, Dokumentarfilmregisseur und -produzent.

## Leben
Der Sohn des Schauspielers Ernst Hart und seiner Ehefrau Margarethe Volck studierte nach dem Besuch eines Humanistischen Gymnasiums an der Freiburger Universität Kunstgeschichte, Geschichte, Geografie und Sport. Als Adolf Hitler 1933 die Macht übernahm, plante Hart als Führer des Sozialistischen Studentenbundes die Universität durch den SPD-Trupp „Reichsbanner“ besetzen lassen, woraufhin er relegiert wurde. Hart blieb in Freiburg und lernte im Sommer 1933 aus der Entourage des bekannten Bergfilmers Arnold Fanck den Kameramann Sepp Allgeier kennen, der ihn als einen seiner Assistenten einstellte. An Allgeiers Seite gab Hart im September 1933 seinen filmischen Einstand bei einer Wilhelm-Tell-Adaption mit Hans Marr und Conrad Veidt in den Hauptrollen. Gleich im Anschluss daran (1934) assistierte Hart Allgeier bei dem gleichfalls in der Schweiz gedrehten Wintersportfilm Der Springer von Pontresina aber auch bei Leni Riefenstahls NS-Parteitagsfilm Triumph des Willens. Bei dem von Blut-und-Boden-Ideologie durchtränkten NS-Kulturfilm Ewiger Wald wurde Wolf Hart 1936 an der Seite seines Lehrmeisters erstmals als einer von neun Kameraleuten genannt. Im selben Jahr wirkte er auch an Riefenstahls Olympia-Film mit.
Derart professionell geschult, begann Wolf Hart 1938 in eigener Verantwortung Dokumentar-, Kultur- und Industriefilme herzustellen; mal als Regisseur und mal als Kameramann im Auftrag kleinerer Firmen wie der von Albert Graf von Pestalozza aber auch in dem von Tobis und UFA. Er drehte erstmals in seiner Nachkriegswahlheimat Hamburg (Titel: „Hafen“) aber auch wieder in Freiburg (Titel: „Wer hat Angst vorm schwarzen Mann“) und an Deutschlands Küsten (Titel: „Deutsche Steilküsten“, „Wandernde Dünen“). Im Zweiten Weltkrieg passten sich seine Filme thematisch auch den Zeitgeschehnissen (Titel: „Kinder reisen ins Ferienland“, „Rüstungsarbeiter“) an.
Bei Kriegsende wieder im heimatlichen Freiburg, erhielt Wolf Hart 1945 die erste Drehlizenz in der Französischen Besatzungszone. Dort gründete er 1948 seine Produktionsfirma „Hart-Film“, mit der er I953 nach Hamburg zog. Sein Themenschwerpunkt waren nunmehr norddeutsche Schauplätze, für Städteporträts kehrte er aber auch immer wieder nach Südwestdeutschland, vor allem nach Freiburg und Karlsruhe, zurück. Zahlreiche seiner Arbeiten wurden vor allem in den 1950er Jahren mit Prädikaten und Preisen (Titel „Der Strom führt Eis“, „Regen“, „Kleine Weltentdeckung“) bedacht. In ihrer bildkompositorischen Qualität bezeugten die Filme eine weitere künstlerische Fertigkeit Wolf Harts: die Malerei, der er sich ausgiebig widmete. Hart publizierte auch mehrere Fotobände, ehe er sich 1988 aus dem Filmgeschäft zurückzog und mit seiner Ehefrau Helga seinen Altersruhesitz im Voralpenland wählte.

## Filmografie
Zumeist kurze Dokumentar-, Industrie- und Kulturfilme, wenn nicht anders angegeben:
- 1936: Ewiger Wald (Kamera)
- 1936/38: Olympia (2 Teile, Kamera)
- 1938: Heide (Regie)
- 1938: Wandernde Dünen (Regie)
- 1938: Deutsche Steilküsten (Kamera)
- 1938: Feuer im Schilf (Regie)
- 1939: Hafen (Regie)
- 1939: Wald in Gefahr (Regie)
- 1941: Wenn Mutter schafft (Regie, Drehbuch, Kamera)
- 1941: Ein Landbriefträger (Regie, Drehbuch)
- 1942: Mutter des Dorfes (Regie, Drehbuch)
- 1943: Kinder reisen ins Ferienland (Regie, Drehbuch)
- 1943: Rüstungsarbeiter (Regie)
- 1943: Dämmerung über dem Teufelsmoor (Regie, Kamera)
- 1944: Schwester Helga. Aus dem Tagebuch einer Gemeindeschwester (Regie, Drehbuch)
- 1949: Der große Bergpreis (Kamera)
- 1950: Gemeindeschwester Anna (Regie, Produktion, Kamera)
- 1951: Denk an Deine Gesundheit, Rolf! (Regie, Drehbuch, Kamera, Schnitt, Produktion)
- 1951: Werftarbeiter (Regie, Produktion, Kamera)
- 1952: Was der Bauer nicht kennt (Regie, Produktion)
- 1953: Blinde finden ihren Weg (Regie, Produktion, Kamera, Drehbuch)
- 1954: M 4 fährt an (Regie)
- 1955: Der Strom führt Eis (Regie, Produktion, Kamera)
- 1955: Artisten des Hafens (Regie, Produktion)
- 1955: Winzer an der Mosel (Regie, Produktion, Schnitt, Drehbuch)
- 1956 Ein Bürgermeister hat Kopfschmerzen (Regie, Produktion)
- 1956: … erwachsen sein dagegen sehr (Regie, Produktion)
- 1957: Regen (Regie, Produktion, Drehbuch, Kamera, Schnitt)
- 1957: Abseits (Regie, Produktion, Drehbuch, Kamera)
- 1958: Die Beine der Bundespost (Regie, Produktion)
- 1958: Kleine Weltentdeckung (Regie, Produktion)
- 1959: Nord-Ostsee-Kanal (Regie, Produktion, Drehbuch, Kamera, Schnitt)
- 1959: Buddelschiff (Regie, Produktion)
- 1960: Hafen-Rhythmus (Regie, Produktion, Drehbuch, Kamera)
- 1961: Stadt im Umbruch (Regie, Produktion)
- 1961: Seit 1275 (Regie, Produktion)
- 1962: Kaischuppen 76 (Regie, Produktion)
- 1962: Hütet eure Töchter! (Co-Regie, Co-Produktion, Co-Drehbuch) (Spielfilm)
- 1963: Bauhütte 63 (Regie, Produktion, Drehbuch, Kamera, Schnitt)
- 1965: Lebenslauf einer Stadt (Regie, Produktion)
- 1966: Hallig (Regie, Produktion, Drehbuch)
- 1979: Worpswede (Regie, Produktion)